# Tibor Eckhardt

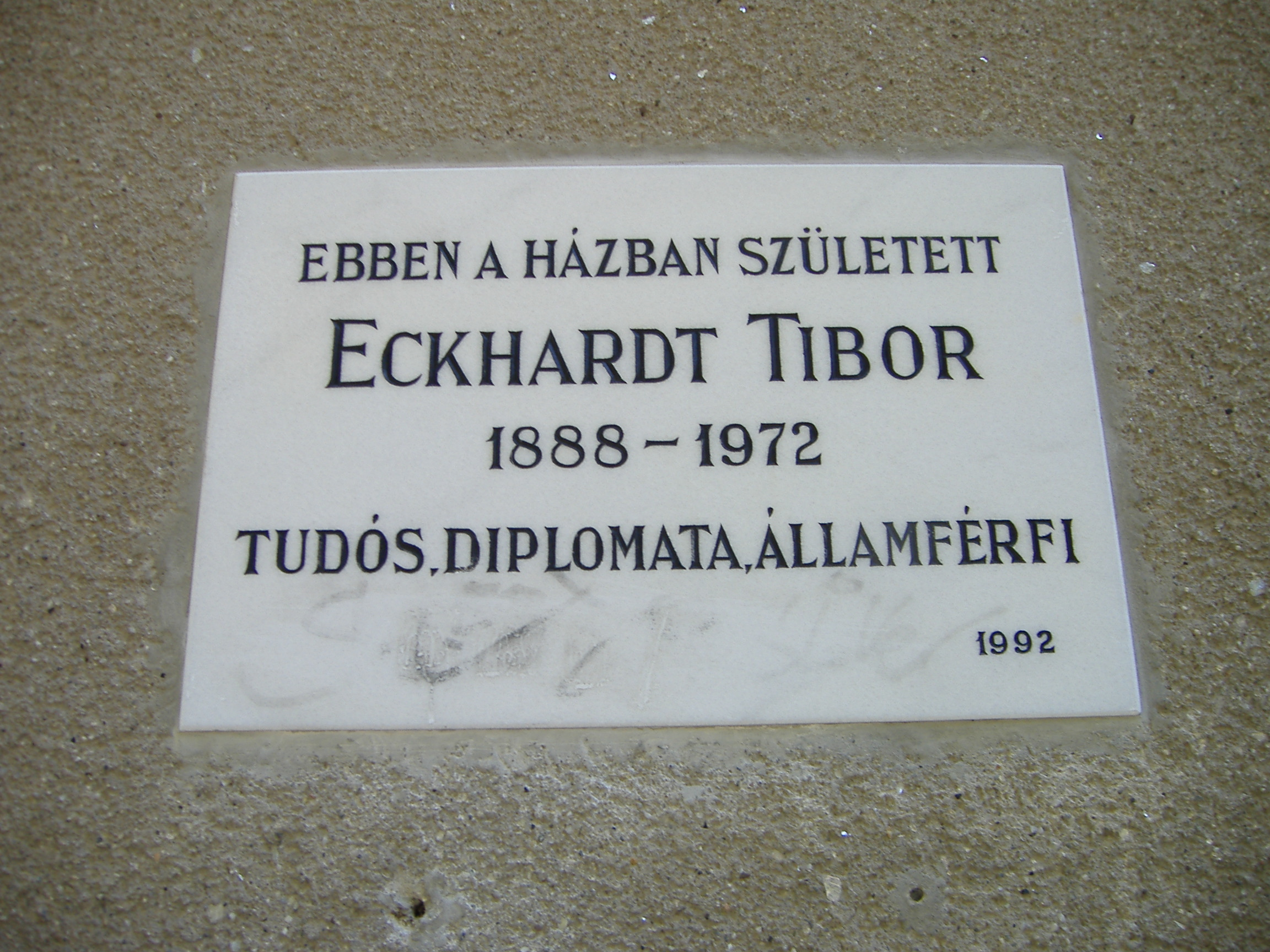
Epitaph in Makó

Tibor Eckhardt (* 26. Oktober 1888 in Makó, Österreich-Ungarn; † 10. September 1972 in New York City, USA) war ein ungarischer Politiker.

## Leben
1908 erwarb Eckhardt einen Doktortitel der Rechtswissenschaft an der Universität Budapest und arbeitete dann als Komitatsbeamter.
Während der Räterepublik leitete er die Presseangelegenheiten der Gegenregierungen von Arad und Szeged. 1922 wurde er Parlamentsabgeordneter der Kleinbauern-Partei. Von 1932 bis 1940 war er Vorsitzender der Kleinbauernpartei.
Eckhardt war Führer des rassistischen Magyar Nemzeti Függetlenségi Párt. Von 1934 bis 1935 war er Vertreter Ungarns beim Völkerbund.
1940 protestierte Eckhardt gegen den Beitritt Ungarns zum Dreimächtepakt und trat als Vorsitzender der Kleinbauernpartei zurück.
1941 emigrierte er in die USA und war dort Teil einer ungarischen Exilregierung.
Er war nach 1945 ein führender Oppositioneller der ungarischen Exilgemeinde und kehrte nicht mehr nach Ungarn zurück.

## Als Autor
- Tibor von Eckhardt: Art. Internationaler Nationalismus. in Sammelwerk
  - 1. Aufl.: Hgg. Hans Krebs & Otto Prager: Weltfront. Eine Sammlung von Aufsätzen antisemitischer Führer aller Völker. Weltfrontverlag, Aussig 1926. S. 47–52 online Frakturschrift
  - 2. Aufl.: Hgg. Hans Krebs & Eduard Frhr. von Engelhardt: Die Weltfront. Stimmen zur Judenfrage. 1. Folge.<mehr nicht ersch.> Nibelungen Berlin & Leipzig 1935. Koautoren im Buch: Alfred Rosenberg: Die Krise des nationalen und sozialen Gedankens. / Madison Grant: Die nordische Rasse und die Juden in den Vereinigten Staaten. / Wilhelm Frick: Die Rassengesetzgebung des Dritten Reiches. / Oswald Mosley: Judentum gegen Faschismus. / Hans Krebs: Das Judentum in der Tschechoslowakei. / u. a.(Druckvermerk: „Erweiterte Neuauflage des 1926 vom Weltfrontverlag ... hgg. gleichnamigen Werkes.“)Alle Autoren und Titel